# Калюжный, Денис Николаевич
Денис Николаевич Калюжный (1900—1976) — советский учёный и педагог, гигиенист, доктор медицинских наук, профессор, член-корреспондент АМН СССР (1961). Заслуженный деятель науки Украинской ССР (1964). Директор НИИ общей и коммунальной гигиены имени А. Н. Марзеева (1956—1971).

## Биография
Родился 20 августа 1900 года в городе Лебедин Харьковской губернии. 
С 1921 по 1926 год обучался на Харьковском государственном медицинском институте. С 1932 по 1941 год под руководством А. Н. Марзеева находился в Харькове на научно-исследовательской работе в Украинском НИИ коммунальной гигиены. С 1941 по 1945 год был участником Великой Отечественной войны в качестве руководителя фронтовой санитарно-эпидемиологической лаборатории № 70 в составе 1-го Украинского фронта. 
С 1946 по 1971 год на научно-исследовательской и административной работе в НИИ общей и коммунальной гигиены имени А. Н. Марзеева в должностях: с 1946 по 1956 год — заместитель директора по науке и с 1956 по 1971 год — директор этого НИИ. Одновременно с научной занимался и педагогической деятельностью в Киевском государственном институте усовершенствования врачей в должности: с 1946 по 1956 и с 1965 по 1970 год — заведующий кафедрой коммунальной гигиены и с 1956 по 1960 год в Киевском государственном медицинском институте на преподавательских должностях.

### Научно-педагогическая деятельность
Основная научно-педагогическая деятельность Д. Н. Калюжного была связана с вопросами в области общей гигиены, гигиены благоустройства и планировки населенных пунктов, санитарной защиты атмосферного воздуха. Под его руководством была произведена санитарная классификация размеров санитарно-защитных зон и промышленных предприятий. Д. Н. Калюжный являлся членом Правлений Всесоюзного и Всеукраинского научных обществ гигиенистов. 
В 1961 году он был избран член-корреспондентом АМН СССР. Под руководством Д. Н. Калюжного было написано около двухсот научных работ, в том числе четырёх монографий, под его руководством было защищено одиннадцать  докторских и тридцать три кандидатские диссертации.
Скончался 19 июля 1986 года в Киеве. Похоронен на Байковом кладбище.

## Награды
- Орден Отечественной войны I и II степени
- Два ордена Трудового Красного Знамени
- Орден Красной Звезды[4]